# Chinese cultuur

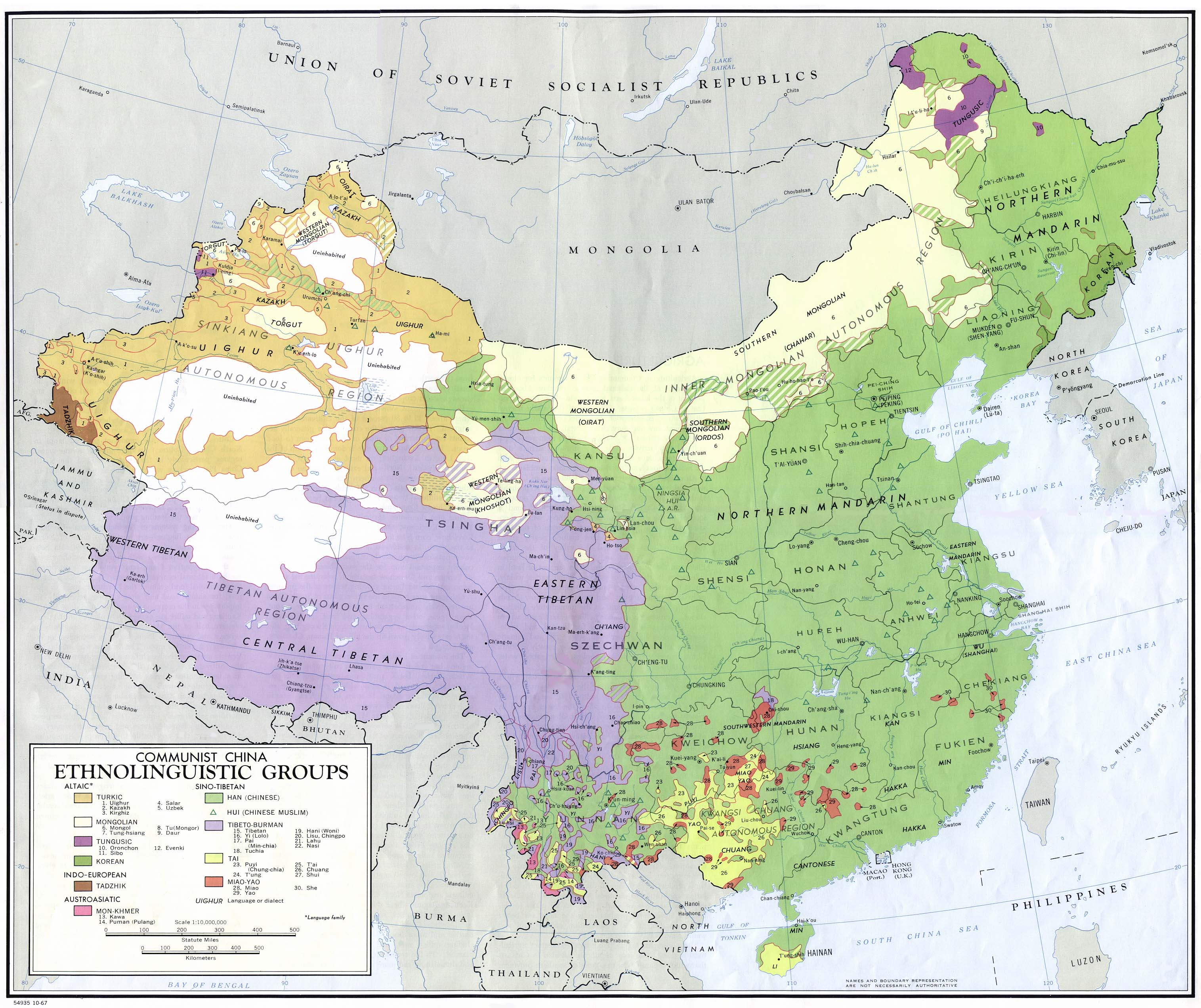
Volken en talen in Volksrepubliek China

De term Chinese cultuur heeft betrekking op een veelheid aan tradities en religieuze gebruiken zoals deze in alle uithoeken van China gedurende de geschiedenis van China hebben bestaan en nog steeds bestaan. Globalisering, kerstening, amerikanisering en modernisering hebben gezorgd voor vermenging van culturen en het verminderen van de dominantie van de authentiek Chinese cultuur.

## Welvaart
Een belangrijk begrip in de Chinese cultuur is welvaart. Als men rijk is, heeft men automatisch status. Cai Shen, de Welvaartsgod is daarom een van de belangrijkste Goden in de traditionele Chinese godsdienst.
Een mogelijkheid om aan de armoede te ontsnappen is naar het buitenland emigreren. Al honderden jaren emigreren Chinezen naar het buitenland. Eerst was dat beperkt tot de regio Zuidoost-Azië. Later emigreerden Chinezen naar Noord- en Midden-Amerika. Na de val van de Qing-dynastie gingen Chinezen ook naar Europa. Deze Chinezen worden overzeese Chinezen genoemd. Men spaart geld en leeft zeer zuinig. Het gespaarde geld wordt naar hun jiaxiang gestuurd. Familieleden en streekgenoten ontvangen zo geld om winkeltjes in hun dorpen te beginnen. Door deze ontwikkeling worden de jiaxiang van overzeese Chinezen stukje bij beetje rijker. Door migratie van overzeese Chinezen is ook de Chinese cultuur verspreid over de wereld. Chinezen hebben vrijwel in elk grote gemeente in Nederland en België een Chinees restaurant. In vrijwel alle grote steden van Canada en Amerika kan men Chinese buurten vinden met allerlei voorzieningen voor Chinezen en in vrijwel elk Afrikaans land zijn winkeltjes van Chinese handelaren te vinden.
Verder bestaat nog onderwijs als middel om welvaart te verkrijgen. In de Chinese cultuur wordt zeer grote aandacht gegeven aan onderwijs. Al vanaf de eerste keizer in de Chinese geschiedenis bestaat het onderwijs om hogerop te komen in de Chinese maatschappij. Overzeese Chinese kinderen staan bekend om hun ijverigheid in leren en goed presteren op school. Een veelvoorkomend element is de hoge prestatiedruk waar kinderen onder staan. De ouders verwachten dat hun kinderen per se naar de hogeschool of universiteit gaan. Er wordt altijd mee opgeschept bij het kletsen tussen families en streekgenoten.

## Culturen
Het uitgestrekte land kent een grote verscheidenheid aan culturen en volkeren, zowel in het verleden als in het heden.

## Geschiedenis
China heeft zich vrijwel volledig afzonderlijk van Europa ontwikkeld. De Chinese beschaving was via een lange weg (de zgn. zijderoute) met het Westen verbonden, waarbij uitwisseling slechts beperkt plaatsvond.
Uit archeologische vondsten blijkt dat men zich al vroeg bezighield met landbouw, waarbij rijst een belangrijk product was. Al vroeg produceerde de bevolking van Chinese steden aardewerk en bronzen gebruiksvoorwerpen van goede kwaliteit. Tijdens de Shang-dynastie (1750 tot 1122 v.Chr.) ontwikkelde zich het schrift.
Na het ontstaan van het Chinese keizerrijk in 221 v.Chr. kwam een uitwisseling van goederen en ideeën tot stand tussen de vroegere staatjes. Al vroeg werd muntgeld als betaalmiddel ingevoerd. Er ontstond een gemeenschappelijke Chinese identiteit. De toegenomen welvaart leidde tot invallen vanuit het westen. Om hieraan een einde te maken is de Chinese Muur gebouwd. Gedurende bepaalde perioden heeft China zich afgezonderd van de buitenwereld.
Ondanks het krachtige Chinese leger heeft de leider van de Mongolen, Koeblai Khan, het rijk in 1279 in handen gekregen. Hij stichtte de Yuan-dynastie, die tot 1368 in China aan de macht zou zijn. In die tijd waren zijn nazaten in de Chinese cultuur geïntegreerd: het grote tentenkamp naar Mongools model van waaruit in de begintijd werd geregeerd, was vervangen door een Chinees paleis.

## Religie
In China hebben zich van oudsher de volgende religies en filosofieën ontwikkeld c.q. gevestigd:
- Voorouderverering
- Taoïsme
- Confucianisme
- Traditionele Chinese godsdienst
- Boeddhisme (vanuit India)

Naderhand breidde ook de Islam zich uit naar China. Het nestoriaanse christendom was ook tot in China doorgedrongen. Protestantisme en katholicisme kwamen pas tijdens de ontdekkingsreizen naar het Oosten. Het Chinees katholicisme heeft veel Chinese gebruiken zoals voorouderverering, offerandes (wierook, bloemen en fruit) en koutou in de loop der jaren toegestaan om kerstening van het Chinese volk makkelijker te maken. De jezuïten hebben hieraan een belangrijke bijdrage geleverd. Door toedoen van andere katholieke kloosterordes verbood de paus deze gebruiken van Chinese katholieken lange tijd. Maar tegenwoordig zijn deze gebruiken weer in zwang in katholieke kerken in China en Chinese katholieke migrantenkerken en heeft de paus ze weer toegestaan.

## Bevolking
China heeft verschillende nationaliteiten, 94% van de bevolking is Han-Chinees. Het jaar 206 v.Chr. wordt verondersteld het beginjaar van de Han-dynastie te zijn. Daarnaast heeft China nog enkele etnische minderheden(2% van de totale Chinese bevolking). Het grootste gedeelte leeft in het noord- en zuidwesten van China. De grootste minderheid, de Uyguren, bevindt zich in Xinjiang, met name ten zuiden van de Hemelse Bergen(Tian Shan)天山, in de steden en op de landbouwgronden van de oases in het Tarimbekken.

## Dagindeling
In de Chinese cultuur is er een sterk arbeidsethos. Mensen staan vroeg op om de dag te beginnen. Vooral bejaarden houden zich vast aan vroeg opstaan, omdat het gezond zou zijn. Bejaarden en ook niet-bejaarden gaan vroeg naar de parken in de buurt om ochtendgymnastiek en tai chi te doen. Vervolgens wordt ontbeten. Het ontbijt is warm en bestaat uit congee, gewokte noedels en zhaliang (gefrituurde deegstengels). In noordelijk China eet men in plaats van gewokte noedels mantou (gestoomd brood zonder vulling). Rond twaalf uur in de middag wordt de middagmaaltijd genuttigd. Deze is meestal warm en vaak worden dan de kliekjes van de vorige dag opgewarmd en gegeten.
In de middag wordt vaak een siësta gehouden. Vroeger waren de meeste winkels en voorzieningen dan ook gesloten. Tegenwoordig houden alleen scholen en fabrieken nog siësta's midden op de dag. Men ligt dan meestal voorover gebogen op een stoel met het hoofd op gevouwen armen op tafel.
's Avonds kijkt men het landelijke nieuws op televisie of luistert men het op de radio. Rond dezelfde tijd, zeven tot acht uur, eten Chinezen de avondmaaltijd. Ook deze maaltijd is warm en bestaat uit groente en vlees of vis. Deze worden genuttigd met witte rijst, gebakken rijst, gewokte noedels of noedelsoep. Aan het eind van de maaltijd wordt warme soep gedronken en als nagerecht wordt vrijwel altijd fruit opgediend. De avondmaaltijd is een maaltijd waarbij ook familie, vrienden, kennissen of buren kunnen worden uitgenodigd om mee te eten. Als er dan gasten aanwezig zijn wordt er veel meer vis en vlees gekookt dan alle mensen kunnen eten. Dat geldt als teken van overvloed en betekent dat een familie zeer gastvrij is. In de plattelandscultuur was het gebruikelijk om te gaan slapen als het donker was. Men had immers geen elektriciteit en kaarsen of olielampen waren duur in gebruik. Die werden alleen bij speciale gelegenheden gebruikt. Chinezen zijn gastvrij bij het laten mee-eten van gasten thuis, maar overnachtingen worden meestal niet gewaardeerd. Gasten maken daarom hun bezoek ook niet te laat en gaan rond slaaptijd naar huis.

## Verjaardag

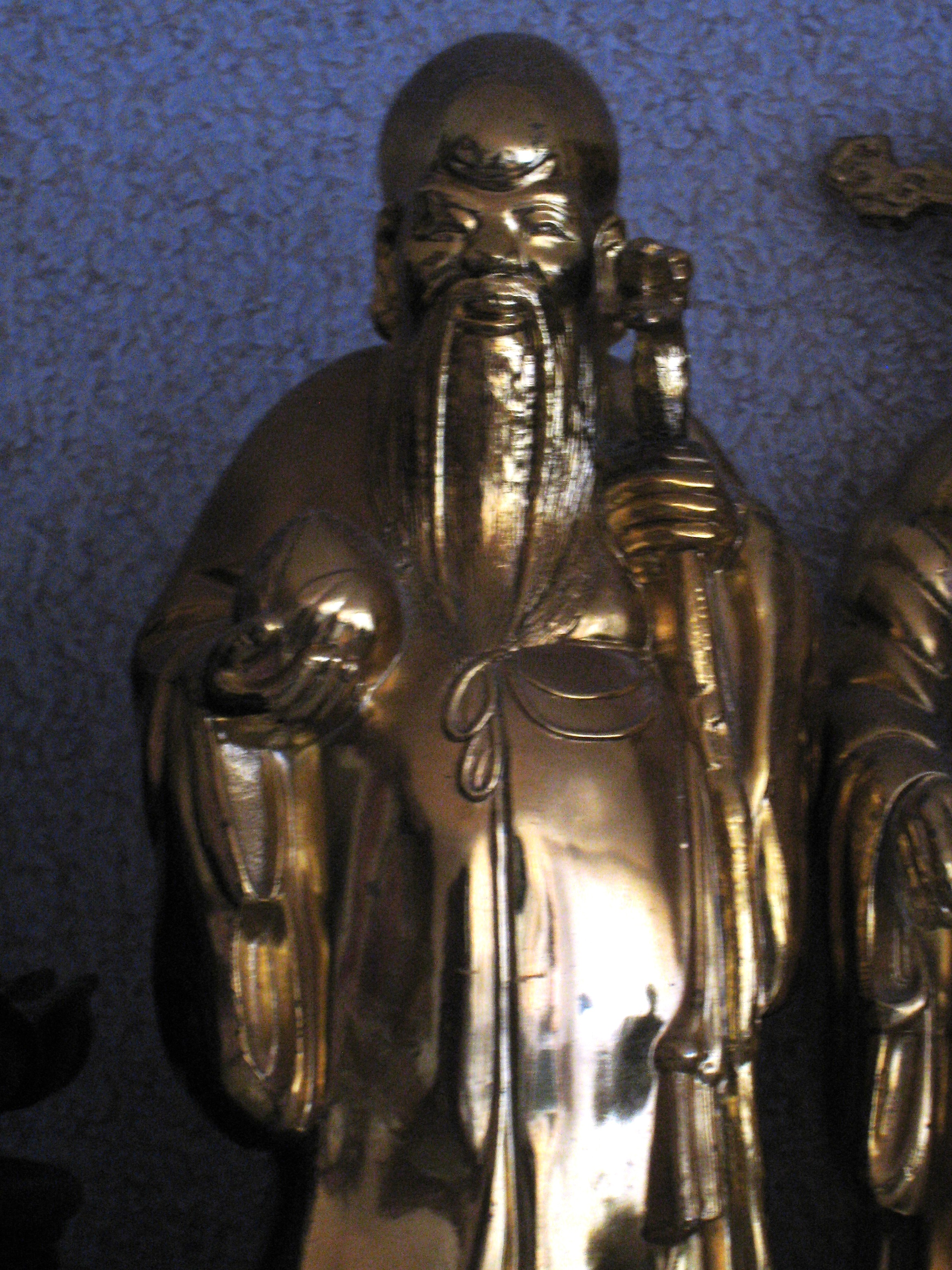
Shou Xing

In het Chinees is het woord voor verjaardag "geboortedag/生日". De Chinese cultuur beschouwt de verjaardag als een echt familiefeest. Op deze dag worden bij Chinezen vaak het Chinese karakter "shou/寿" geschreven op rood papier en wordt het aan de muur gehangen. De jarige wordt op die dag shouxingzai/shouxinggong/shouxing genoemd. De beeltenis van Shou Xing komt ook vaak voor in huizen tijdens verjaardag. Shou betekent "lang leven". Op deze dag moet de jarige beslist kippeneieren, shoubao en shoumian eten. De sliertjes bami staan voor een lang leven.
De viering wordt als belangrijk of als zeer belangrijk beschouwd. De als zeer belangrijk beschouwde verjaardagen zijn de leeftijd die je hebt bereikt, waarvan de cijfers symbolisch zijn. Je bent volwassen geworden of je hebt een hoge leeftijd bereikt, etc. Mensen die vijftig worden weten wat Hemels Mandaat is.
Daarnaast wordt het bereiken van een leeftijd die eindigt op het cijfer negen belangrijker gevonden dan het bereiken van andere leeftijden. 59 worden is belangrijker dan 50 tot en met 58.

## Geboorte
In de Chinese cultuur zijn mannelijke nakomelingen belangrijker dan vrouwelijke, omdat mannen de familieachternaam houden en erfenissen kunnen krijgen. In sommige dorpen in Guangdong wordt bij de geboorte van een jongetje een lampion gemaakt en opgehangen in de Citang.
Als het één keer volle maan is geweest na de geboorte van een gezond kind, wordt er een feest georganiseerd door de familie, in het Chinees is dat 滿月酒 (Standaardmandarijn: Manyuejiu; Standaardkantonees: Moen Yuut Chauw). Er wordt dan gevierd dat het kind kracht heeft om op de wereld te blijven en de gevarenzone voorbij is.
Ook bestaat de traditie om gemberazijnsoep (Standaardkantonees: Keung Tsoow; Dapenghua: Keung Tsoe) te koken. Dat is een soep die bestaat uit onder andere gember, azijn, varkensvlees en eieren. Het wordt gedronken door de twee families van het echtpaar en de mensen die op kraamvisite komen. Het smaakt zuur en wordt daarom niet door alle Chinezen als lekker beschouwd.
Alleen in de Volksrepubliek China is er een eenkindpolitiek. Chinezen die buiten China wonen hebben meestal meer dan twee kinderen. Kinderen worden als "pensioen" beschouwd, want als de ouders bejaard zijn moeten de kinderen voor ze zorgen. Daarom hadden vroeger veel Chinezen meer dan drie kinderen.
Volgens traditioneel Chinees volksgeloof wordt het geslacht van een kind bepaald door wat de ouders hebben gegeten voor het vrijen. Ook de dag van de conceptie bepaalt het geslacht van de baby. Er bestaan speciale kalenders van Fengshuimeesters die dat kunnen aangeven.
Grote taboes tijdens zwangerschappen zijn bijvoorbeeld: het tekenen op buiken van zwangere vrouwen. Men denkt dat het kind dan misvormd wordt. Ook is het verboden voor vrouwen om tijdens de zwangerschappen droevige of enge dingen te zien, dat zou een effect hebben op het kind dat geboren wordt.

## Huwelijk
Elke streek in China heeft zijn eigen huwelijkstradities.

## Opvoeding
De Chinese opvoeding is meestal zeer streng en traditioneel. Zo krijgen stoute kinderen weleens een tik op de handen. Grootouders worden meestal de opvoeders van kinderen, omdat de ouders van de kinderen werken. Wanneer de kinderen ouder worden treden de grootouders enigszins terug en nemen de ouders het stokje over. Een veelvoorkomend middel van opvoeden is herhaling. Kinderen worden de hele tijd herinnerd aan hun fouten, wat door kinderen als zeer irritant kan worden opgevat.
Kinderen een corrigerende tik geven is in de traditionele opvoeding heel normaal. Alleen stoute kinderen die niet naar hun ouders luisteren worden door hun ouders geslagen met vlakke hand. Overigens wordt het slaan van kinderen in zowel de Volksrepubliek als Taiwan minder en minder geaccepteerd.
Er wordt van Chinese ouders verwacht dat hun kinderen ouderen, ouders, leraren en broers respecteren. Ook moeten kinderen goed hun best doen op school; deze traditie was er al toen het confucianisme bestond. Een bekend spreekwoord is "Als kinderen niet leren, waar komt de ambtenaar dan vandaan?". Ouders willen graag dat hun kinderen een hoge positie in de maatschappij krijgen door middel van een hoog beroep. De eenkindpolitiek versterkte dit: het kind is de 'enige kans' en moet later beide ouders (en ook twee schoonouders) onderhouden. De druk die kinderen en pubers ondervinden is daarom zeer groot. Vele Chinezen studeren ijverig om later aan de universiteit te kunnen afstuderen. Van een 'studentenverenigingsleven' als in Nederland of Amerika is dan ook in China geen sprake; dat leidt alleen maar af van de studie. De druk op de studenten is zo groot, dat falen tot een wanhoopsdaad zoals zelfmoord kan leiden. Daar zijn veel gevallen van bekend.
Puberteit wordt door ouders als niet-bestaand beschouwd. Daarom houden de meeste traditionele Chinese ouders er geen rekening mee dat pubers driftbuien kunnen hebben en opstandig kunnen zijn. Seksuele voorlichting is een groot taboe in de traditionele cultuur, en wordt daarom ook bijna nooit gegeven door ouders. De meesten zien de staat als gevers van de voorlichting. Seksuele voorlichting beperkt zich echter tot een of enkele lessen waarin de kinderen in wetenschappelijke termen seksuele gemeenschap wordt uitgelegd. Voorlichting over voorbehoedsmiddelen of SOA's ontbreekt, terwijl masturbatie en homoseksualiteit als taboe gelden en niet besproken worden.
Vanaf de leeftijd van vijftien beschouwt men een kind als volwassene die zich stevig moet opstellen tegen de negatieve dingen in het leven.
Meisjes worden meer beschermd opgevoed dan jongens. Ouders vinden het meestal niet leuk als hun dochter met een vriend thuiskomt. Maar als jongens met een vriendin thuiskomen, vinden ze het minder erg. Pubers worden in China meestal niet geacht of toegestaan liefdesrelaties, laat staan seksuele relaties, te onderhouden. Niet alleen geldt seks als taboe maar dienen de kinderen te studeren en geen 'tijd te verspillen' aan een vriendje of vriendinnetje. Pas wanneer de kans op een goede carrière middels een gedegen opleiding verzekerd is, meestal in de latere studiejaren of wanneer men gaat werken, wordt het toegestaan en aangemoedigd dat de jongere een levenspartner gaat zoeken. De bemoeienis van de ouders hiermee is veelal groot en het is dan ook volstrekt ondenkbaar dat men trouwt met een partner die niet door de familie geaccepteerd is. Modernere ouders laten hun kinderen hier meer vrijheid in. Verder is het de bedoeling dat een relatie ook daadwerkelijk tot een huwelijk leidt: het hebben van meerdere liefdesrelaties voordat men zich permanent bindt wordt (met name bij meisjes) in China niet of nauwelijks geaccepteerd. Ook het niet willen aangaan van een relatie of een weigering kinderen te krijgen ('dink'), ongeacht de reden, wordt niet geaccepteerd; er moeten uiteindelijk kleinkinderen komen. Chinezen zijn voor een deel zeer preuts. Het dragen van korte jurkjes en het (tong)zoenen en knuffelen in het openbaar wordt als onfatsoenlijk gedrag gezien.
Volgens de traditie moet een vrouw als maagd het huwelijk ingaan, maar dat geldt niet voor mannen. Vroeger was het soms zelfs normaal dat rijke ongetrouwde mannen af en toe met een prostituee naar bed gingen. Tegenwoordig is het niet ongewoon dat pas op de universiteit of zelfs pas daarna de eerste seksuele ervaringen worden opgedaan. Ook over ongehuwd samenwonen wordt tegenwoordig minder moeilijk gedaan dan vroeger.
In de traditionele opvoeding wordt homoseksualiteit niet geaccepteerd. De ouders verwachten immers dat als ze oud zijn, ze kleinkinderen van hun zoon kunnen opvoeden en verzekerd zijn van een volgende generatie. Homoseksuele bekende Chinezen worden door traditionele Chinezen verafschuwd.

## Respect
Respect is in de Chinese cultuur zeer belangrijk en men wordt al van kinds af aan geleerd respect te hebben voor ouderen, ouders, leraren en broers. Het schelden op deze groep mensen wordt door Chinezen als zeer respectloos beschouwd. Schelden is in het algemeen al verboden. De ouders zijn er verantwoordelijk voor dat het kind deze regels naleeft. In het Standaardkantonees wordt het "Moow Kaa Kaauw" (冇家教) genoemd, wat "geen familie die dat kind normen en waarden heeft geleerd" betekent.
Gongdexin （Chinees: 公德心; Standaardkantonees: Kong Tak Sam）is een van de belangrijkste onderdelen van respect in openbare ruimtes. Chinezen hechten veel waarde aan schone ruimtes. Bushokjes die worden vernield, plaatsen en straten waar veel rommel ligt of muren die worden beklad met graffiti vormen een verstoring van respect voor openbare ruimtes. De mensen die de verstoring hebben veroorzaakt worden beschouwd als mensen zonder respect/gongdexin.

## Chinese cultuur in Nederland
Voor de ongeveer 145.000 Chinezen die in Nederland wonen is het soms moeilijk om de traditionele cultuur te behouden. Dat komt doordat veel van hen atheïst zijn, een klein deel protestant en een steeds kleiner wordend aantal boeddhist, daoïst en confucianist. Door de integratie worden de verschillende Chinese dialecten steeds minder door jongeren als omgangstaal gebruikt. De westerse cultuur zoals die het dagelijkse leven beïnvloed maakt dat Chinese gezinnen vaak kampen met een moeizame ouder-kindrelatie. Pubers zijn meestal zeer westers en hebben moeite de traditionele normen en waarden van hun ouders te begrijpen.